# ホルビット・ビバス
- ホルビト・ビバス

ホルビット・ホセ・ビバス （Jorbit Jose Vivas ,2001年3月9日 - ）は、ベネズエラのカラボボ州プエルト・カベージョ出身のプロ野球選手（二塁手、三塁手）。右投左打。MLBのニューヨーク・ヤンキース所属。

## 経歴
2017年10月にアマチュア・フリーエージェントでロサンゼルス・ドジャースと契約してプロ入り。
2018年に傘下のルーキー級ドミニカン・サマーリーグ・ドジャースでプロデビュー。51試合に出場して打率.222を記録した。
2019年はアリゾナリーグ・ドジャースとオグデン・ラプターズでプレーし、54試合に出場して打率.327を記録した。
2020年は新型コロナウイルスの影響でマイナーリーグの試合が開催されなかったため、公式戦の出場は無かった。
2021年はA級ランチョクカモンガ・クエークスとA+級グレートレイクス・ルーンズでプレーし、106試合に出場して打率.312、14本塁打、87打点を記録した。また、11月19日、ルール5ドラフトでの流出を防ぐために40人枠入りした。
2022年はAA級グレートレイクスで過ごし、128試合で打率.269を記録した。
2023年はシーズン開始時にAA級タルサにオプションで移籍した。タルサで109試合、AAA級オクラホマシティ・ドジャースで26試合に出場し、打率.269、13本塁打、63打点、25盗塁を記録した。
2023年12月11日、トレイ・スウィーニーとのトレードで、ビクター・ゴンザレスと共にニューヨーク・ヤンキースに移籍した。
2024年は開始時にAAA級スクラントン・ウィルクスバリ・レイルライダースにオプションで移籍した。2024年7月12日、26人枠入りし、メジャーリーグに初昇格したが、ベンチで使われることはなく、7月15日にAAA級スクラントンにオプションで戻された。
2025年はAAA級スクラントンでスタートし、5月2日にジャズ・チザム・ジュニアの負傷に伴いMLBデビューを果たした。

## 詳細情報

### 背番号
- 90（2025年 - ）